# AN/SPS-5
AN/SPS-5は、レイセオン社が開発した対水上捜索用のレーダー。

## 概要
本機はおおむねSUの同級機ではあるが、292ポンド (132 kg)の軽量化が図られており、また特に対水上捜索においてはSG-6と同等の性能を有していた。SPS-5はSPS-4よりもかなり軽量だが、これは天頂方向の探知機能が省かれたことによると思われる。駆逐艦に対する探知距離は20海里で、出力は170～285キロワットであった。なおパルス長は0.37マイクロ秒で固定されていたが、この値は長距離と短距離の探知性能を両立させうるものとして定められた。パルス繰り返し周波数 (PRF) は680 ppsであった。
SPS-5の初期モデルでは、アンテナを65度まで傾けて限定的な航空捜索を行うことができた。1951年から53年にかけて、掃海艇「ペレグリン」と数隻の魚雷艇で行われた運用試験では、高度1万フィートを飛行する戦闘機の編隊を追尾することができた。1952年3月に納入が開始され、SPS-5とその改良型（SPS-5Dまで）は、旧式の護衛駆逐艦に搭載されるなど広く普及した。SPS-5Aはアンテナを傾ける機能を廃止したタイプで、ビーム幅は2.2～2.6度ではなく1.5度と狭くなったが、垂直方向の幅はかわらず15度であった。
これらのレーダーはXbバンド（6,275－6,575 MHz）の電波を使用していたが、1950年代後半には、この周波数帯が商用通信回線に干渉するという苦情があり、1959年の周波数割り当て変更によって、レーダー用周波数としては廃止された。これを受けて、Cバンド（5,600 MHz）を使用する後継機としてSPS-18が設計されたが、実際には既存のSPS-5の改修によって対応し、1961年6月までに改修作業は完了した。この改修に伴ってSPS-5Cの出力は350キロワットに向上し、パルス長は0.5マイクロ秒、アンテナも変更されたことでビーム幅は1.7×15度となった。いずれも走査速度は毎分17回であった。

## OPS-3/5
海上自衛隊は、まずアメリカから供与されたブルーバード級掃海艇の搭載機としてAN/SPS-5Bを入手したほか、あさかぜ型護衛艦（旧米グリーブス級駆逐艦）およびくす型護衛艦（旧米タコマ級フリゲート）のSGおよびSL-1の換装用としても供与を受けた。またこれを模倣して、国産化初の対水上捜索用レーダーとしてOPS-3が開発されたが（日本無線製）、システム容積はオリジナルよりも大きくなり、また部品の品質のために発熱の問題にも悩まされた。なお同機は、後に戦闘指揮所（CIC）の指示器と連接可能なOPS-5に発展した。
これらも米軍機と同様にXbバンド（6.4 GHz帯）を使用していたが、上記の周波数割り当て変更に伴って同周波数帯はテレビの中継放送に用いるSTリンクに割り当てられたことから、これとの干渉が問題になり、1957年にはCバンド（5 GHz帯）に改修された。これにあわせてアンテナの大型化などの改良も行った結果、対空捜索用としてもOPS-2の性能を軽くオーバーする性能を発揮できるようになった。
搭載艦艇
- OPS-3
  - はるかぜ型護衛艦（28DD）[4]
  - 護衛艦「あけぼの」（28DE）[4]
  - いかづち型護衛艦（28DE）[4]
  - 初代むらさめ型護衛艦（30DDA）[5]
  - あやなみ型護衛艦（30DDK）[5]
- OPS-5
  - 初代あきづき型護衛艦[5]